# إيتا هولم
إيتا هولم (بالإنجليزية: Etta Hulme)‏ هي رسامة كارتون أمريكية، ولدت في 22 ديسمبر 1923 في سمرفيل في الولايات المتحدة، وتوفيت في 25 يونيو 2014 في أرلينغتون في الولايات المتحدة.